# Hartmut Vogel
Hartmut Vogel (* 1936 in Berlin; † 22. August 1991) war leitender Ministerialbeamter im Bundesministerium des Innern und Leiter des Literaturreferats in der Kultur-Abteilung.

## Leben
Er studierte Jura an der Universität Göttingen und wurde 1960 promoviert. Ab 1970 arbeitete er in der Kulturabteilung des Bundesinnenministeriums, wo er als leitender Ministerialbeamter und Leiter des Literaturreferats tätig war.
Hartmut Vogel gilt als Gründungsvater und spiritus rector der Arbeitsgemeinschaft Literarischer Gesellschaften und Gedenkstätten (ALG), dem Dachverband von heute circa 220 Literaturgesellschaften und Literaturmuseen. Die ALG wurde auf Grund einer Initiative von Hartmut Vogel 1986 gegründet, zu ihrem Vorstand wurde W. Solms gewählt. Im Gedenken an ihren Förderer vergibt die ALG den Hartmut-Vogel-Preis, der alle zwei Jahre für besondere Verdienste um die Literaturarbeit oder beispielhafte innovative Projekte verliehen wird.

## Aufsätze (Auswahl)
- Der Schüler Gerber. Unser aller Psychodrama. In: David Axmann, Klaus Maria Brandauer (Hrsg.): Und Lächeln ist das Erbteil meines Stammes: Erinnerung an Friedrich Torberg. Atelier, 1988, ISBN 3-900379-23-8, S. 71–88.
- Literatur- und Autorenförderung des Bundes – Autorenförderung in der Bundesrepublik Deutschland. In: Sprache im technischen Zeitalter. Nr. 28 / 1990, S. 286–293.
- Was der Bund für die Literatur tut. In: Neue Deutsche Literatur. Nr. 39 / 1991, S. 237f.